# Спортлидер+
«Спортлидер+» — украинский мини-футбольный клуб, с 2012 года выступающий в экстра-лиге чемпионата Украины. С 2016 года изменил название на «Сокол».

## История
В 2012 году «Спортлидер+» становится первым мини-футбольным клубом из Хмельницкого, принимающим участие в экстра-лиге Чемпионата Украины по мини-футболу. Перед командой ставится цель занять место в середине турнирной таблицы и дойти до полуфинала Кубка Украины. К концу календарного 2012 года команда идёт на последнем месте в таблице экстра-лиги, не набрав в семи матчах ни одного очка. В 1/8 Кубка Украины «Спортлидер+» сыграет с киевским «Эпицентром».